# Face 2 fAKE
Face 2 fAKE ist ein japanisches Musikproduzenten-Duo, bestehend aus Achilles Damigos und Oh!Be. Seit Mitte der 1990er Jahre sind sie als etablierte Songwriter und Produzenten in der Mainstream-Szene des J-Pop aktiv und haben zahlreiche Charterfolge erzielt. Zudem wurden sie einem breiteren Publikum durch ihre pointierten Auftritte als Juroren in nationalen Casting-Shows bekannt.
Ab Anfang der 2000er Jahre verlagerte sich ihr Schwerpunkt zunehmend auf die Komposition von Filmmusik. Beginnend mit Soundtracks für Fernsehserien entwickelten sie sich zu einer der führenden Musikproduktionen für Film und Fernsehen in Japan. Zu ihren bekanntesten Arbeiten zählen die Soundtracks zu Lupin no Musume, Cells at Work! sowie Fly Me to the Saitama: From Lake Biwa with Love.
Ihr musikalischer Stil kombiniert filmische Orchestrierungen mit Elementen aus Pop, elektronischer Musik und rhythmischer Produktion.

## Geschichte
Face 2 fAKE wurde 1994 von Achilles Damigos und Oh!Be gegründet und gilt als Japans erste dedizierte Musikproduzenten-Einheit. Ihre professionelle Tätigkeit begann offiziell im Jahr 1995, und bereits 1996–1997 erzielten sie ihre ersten kommerziellen Erfolge mit Singles für SMAP und Rina Takahashi. Damit etablierten sie sich als aufstrebende Akteure in der J-Pop-Industrie.
Obwohl sie bereits in der Plattenproduktion aktiv waren, erweiterten sie später ihr Tätigkeitsfeld auf Filmmusik. Einen frühen Einstieg in das visuelle Medien-Scoring markierte der Soundtrack zur Anime-Serie Shin Megami Tensei: Devil Children (2000).
Ihr anfänglicher Erfolg setzte sich durch zahlreiche Beiträge zu bekannten J-Pop-Künstlern in den späten 1990er- und frühen 2000er-Jahren fort. Im Jahr 2001 komponierten sie das Insert-Lied „Your Eyes Only“ (gesungen von EXILE) für das Fuji-TV-Drama Dekichatta Kekkon, das den kommerziellen Durchbruch für EXILE bedeutete.
In den 2000er- und 2010er-Jahren komponierten Face 2 fAKE Musik für eine Vielzahl von Fernsehserien und Kinofilmen, darunter Gallery Fake (2005), Lupin's Daughter (2019, 2020) sowie dessen Kinoversion von 2021. Im Jahr 2022 wurden sie mit der Musik zur NHK-Dramaserie The Great Passage betraut, basierend auf dem preisgekrönten Roman.
2019 komponierten sie die Filmmusik zu Fly Me to the Saitama, der über 3,7 Milliarden Yen (ca. 25 Millionen USD) einspielte und ihnen 2020 den Japan Academy Prize für herausragende musikalische Leistung einbrachte. 2023 folgte der Soundtrack zur Fortsetzung Fly Me to the Saitama: From Lake Biwa with Love. Im Jahr 2024 übernahmen sie die Musik für die Realverfilmung von Cells at Work!, produziert von Warner Bros. Japan. Der Film wurde ein großer kommerzieller Erfolg mit Einnahmen von über 6,3 Milliarden Yen (ca. 40 Millionen USD) und brachte ihnen 2025 erneut denselben Preis ein.

## Mitglieder
- Achilles Damigos – Komponist, Arrangeur und Produzent. Geboren in Athen als Sohn eines griechisch-italienischen Vaters und einer japanischen Mutter. Er studierte zeitgenössische Musikkomposition an der Shobi-Universität in Tokio. Bekannt ist er für seine Orchestrierungen, Dirigierarbeiten und Crossover-Kompositionen, die klassische Musik, Jazz und elektronische Elemente verbinden.

- Oh!Be (Yoshimitsu Oba) – Komponist, Arrangeur und Produzent. Geboren in Tokio. Mit Wurzeln im Chanson und in liturgischer Musik begann er bereits in seiner Jugend zu komponieren und studierte unter der Anleitung des renommierten Komponisten Kyōhei Tsutsumi. Er ist auch für seine Musik in Werbespots und Anime bekannt.

## Musikstil
Die Musik von Face 2 fAKE kombiniert häufig filmische Orchestrierungen mit Elementen aus Pop, elektronischer Musik und rhythmischer Gestaltung. In ihren Soundtracks kommen sowohl akustische als auch digitale Instrumente zum Einsatz. Ihre Komposition für die Live-Action-Verfilmung von Cells at Work! (2024) wurde für ihren dramatischen und emotionalen Klang ausgezeichnet. Auch in der NHK-Fernsehserie The Great Passage (2022) zeigen sie einen zurückhaltenden und atmosphärischen Stil, der den Ton der Handlung unterstützt.

## Diskografie

### Anime
| Titel                              | Jahr | Anmerkungen                           |
| ---------------------------------- | ---- | ------------------------------------- |
| Shin Megami Tensei: Devil Children | 2000 | Opening-Song                          |
| Gallery Fake                       | 2005 | Anime-Serie ausgestrahlt auf TV Tokyo |

### Fernsehserien
| Titel                                    | Jahr | Sender  |
| ---------------------------------------- | ---- | ------- |
| Dekichatta Kekkon                        | 2001 | Fuji TV |
| Train Man                                | 2005 | Fuji TV |
| Bussen (buddhistisches Schuldrama)       | 2013 | TBS     |
| The Great Passage                        | 2022 | NHK     |
| OKEHAZAMA: Der Aufstieg von Oda Nobunaga | 2021 | Fuji TV |
| History Detective                        | 2021 | NHK     |

### Filme
| Titel                                                | Jahr | Verleih      |
| ---------------------------------------------------- | ---- | ------------ |
| Ueshima Jane: Beyond                                 | 2014 | Pony Canyon  |
| Hand in Hand zurück nach Hause: Beyond Shangri-La    | 2016 | KATSUDO      |
| Fly Me to the Saitama                                | 2019 | Toei         |
| Lupin's Daughter: The Movie                          | 2021 | Toei         |
| Fly Me to the Saitama: From Lake Biwa with Love      | 2023 | Toei         |
| Was wäre, wenn Tokugawa Ieyasu Premierminister wäre? | 2024 | Toho         |
| Cells at Work!                                       | 2024 | Warner Bros. |

## Sonstige Musik
| Jahr | Titel                                           | Typ          | Anmerkungen                     |
| ---- | ----------------------------------------------- | ------------ | ------------------------------- |
| 2000 | Shin Megami Tensei: Devil Children              | Anime-OST    | Erstes Werk als Filmkomponisten |
| 2005 | Gallery Fake                                    | Anime-OST    | Serie ausgestrahlt auf TV Tokyo |
| 2019 | Fly Me to the Saitama                           | Film-OST     | Toei                            |
| 2019 | Lupin's Daughter                                | TV-Drama-OST | Fuji TV                         |
| 2021 | Lupin's Daughter: The Movie                     | Film-OST     | Toei                            |
| 2022 | The Great Passage                               | TV-Drama-OST | NHK                             |
| 2023 | Fly Me to the Saitama: From Lake Biwa with Love | Film-OST     | Toei                            |
| 2024 | Cells at Work!                                  | Film-OST     | Warner Bros.                    |

### Ausgewählte Arbeiten für Künstler
| Jahr | Künstler          | Titel                        | Rolle                | Label                |
| ---- | ----------------- | ---------------------------- | -------------------- | -------------------- |
| 1997 | SMAP              | Fool On The Hill             | Komponist            | Victor Entertainment |
| 1997 | SMAP              | Peace!                       | Komponist            | Victor Entertainment |
| 1998 | KinKi Kids        | Border Line                  | Komponist, Arrangeur | J Entertainment      |
| 2000 | SMAP              | Let It Be                    | Komponist, Arrangeur | Victor Entertainment |
| 2000 | KinKi Kids        | We'll Figure It Out          | Komponist, Arrangeur | J Entertainment      |
| 2000 | KinKi Kids        | LOVE SICK                    | Komponist, Arrangeur | J Entertainment      |
| 2000 | V6                | MY DAYS                      | Komponist, Arrangeur | avex trax            |
| 2001 | EXILE             | Your Eyes Only               | Komponist, Arrangeur | rhythm zone          |
| 2001 | Skoop On Somebody | Sha la la                    | Komponist, Arrangeur | SME Records          |
| 2002 | Skoop On Somebody | a tomorrow song              | Komponist, Arrangeur | SME Records          |
| 2002 | Hitomi Shimatani  | Come trovare un bacio tenero | Komponist            | avex trax            |
| 2003 | Arashi            | 15th Moon                    | Komponist, Arrangeur | J Storm              |
| 2003 | BoA               | Searching for Truth          | Komponist, Arrangeur | avex trax            |
| 2004 | BoA               | LOVE & HONESTY               | Komponist, Arrangeur | avex trax            |
| 2006 | Foxxi misQ        | Tha F.Q's Style feat. JiN    | Komponist, Arrangeur | R&C                  |
| 2007 | Foxxi misQ        | ULTIMATE GIRLS               | Komponist, Arrangeur | R&C                  |
| 2008 | Foxxi misQ        | LAST CHRISTMAS               | Arrangeur            | R&C                  |
| 2009 | SUPERNOVA         | Hikari                       | Komponist, Arrangeur | Universal J          |
| 2019 | Foxxi misQ        | GOOD RULE                    | Komponist, Arrangeur | R&C                  |
| 2020 | TEAM SHACHI       | JIBUNGOTO                    | Komponist, Arrangeur | Warner Music Japan   |
| 2025 | Da-iCE            | FUNTASISTA                   | Komponist, Arrangeur | avex trax            |

Darüber hinaus haben sie Musik für Anime und Unterhaltungssendungen arrangiert sowie Titellieder für zahlreiche audiovisuelle Produktionen beigesteuert.

#### Bühnen- und Werbemusik
- Musik für Theaterproduktionen von Yoshimoto Kogyo Co., Ltd., darunter das Eröffnungsthema für LIVE STAND 2022.
- Kompositionen für Werbespots von NTT, McDonald’s Japan, Victor, ANA, Asahi, Shiseido und weiteren Marken.

### Auszeichnungen
- 2020: Japan Academy Prize für die beste Musik für Fly Me to the Saitama[8]
- 2025: Japan Academy Prize für die beste Musik für Cells at Work![9]